# Patrick Fernandez
Patrick Fernandez (Algeri, 4 marzo 1952) è un pilota motociclistico francese ritiratosi dall'attività agonistica.

## Carriera
Nato ad Algeri nel 1952 da famiglia pieds-noirs, con un padre anch'esso con un trascorso motociclistico, si è trasferito nuovamente in Francia in giovane età a causa della Guerra d'Algeria. Dopo essersi dapprima dedicato a competizioni ciclistiche inizia la sua carriera motociclistica una volta che la famiglia aveva acquistato una concessionaria Yamaha.
Il debutto è avvenuto nel 1971 ma i primi successi di un certo rilievo sono stati l'anno successivo in cui ottiene il titolo nazionale francese in classe 125, seguito da quello in classe 250 nel 1973.
Una volta terminato il servizio militare, nel 1975 è passato al professionismo, facendo il suo debutto nel motomondiale ed essendo stato ingaggiato per gareggiare nelle competizioni di durata; a causa delle fratture causate da una caduta è restato però lontano dalle corse per quasi tutta la stagione.
La sua prima stagione completa è stata quella del motomondiale 1976 dove ha iniziato a gareggiare in classe 250 e classe 350, sempre in sella a moto Yamaha. Nel motomondiale 1977, dopo un inizio caratterizzato dai suoi primi piazzamenti sul podio, è stato coinvolto nell'incidente che ha causato l'annullamento della prova del Gran Premio motociclistico di Jugoslavia 1977 e ha perso una parte della stagione di corse.
Nel motomondiale 1978 è riuscito ad ottenere il terzo posto finale in classe 250 ma la sua stagione migliore è stata poi quella del 1979 dove ha ottenuto la prima vittoria in occasione del Gran Premio motociclistico di Francia 1979 e in cui ha ottenuto la seconda posizione finale in classe 350 alle spalle del sudafricano Kork Ballington.
La sua carriera è poi continuata sino al motomondiale 1985 ed è riuscito ad ottenere altre due vittorie nei singoli gran premi, non andando però oltre al quarto posto finale in 350 e al quinto in 250 ottenuti nel motomondiale 1981.

## Risultati nel motomondiale

### Classe 125
| 1975 | Classe | Moto   |    |   |   |   |   |    |   |   |   |    |   |   |  |  | Punti | Pos. |
| ---- | ------ | ------ | -- | - | - | - | - | -- | - | - | - | -- | - | - |  |  | ----- | ---- |
| 1975 | 125    | Yamaha | NQ | - | 7 | - | - | NE | - | - | - | NE | - | - |  |  | 4     | 20º  |

| Legenda | 1º posto        | 2º posto            | 3º posto            | A punti      | Senza punti        | Grassetto – Pole position Corsivo – Giro più veloce |
| Legenda | Gara non valida | Non qual./Non part. | Ritirato/Non class. | Squalificato | '-' Dato non disp. | Grassetto – Pole position Corsivo – Giro più veloce |

### Classe 250
| 1976 | Classe | Moto   |    |    |     |   |  |   |   |  |   |    |     |   |  |  | Punti | Pos. |
| ---- | ------ | ------ | -- | -- | --- | - |  | - | - |  | - | -- | --- | - |  |  | ----- | ---- |
| 1976 | 250    | Yamaha | 10 | NE | Rit | 4 |  | 6 | 9 |  | 8 | 12 | Rit | 9 |  |  | 21    | 12º  |

| 1977 | Classe | Moto   |   |    |  |  |  |  |   |     |   |     |   |   |     |  | Punti | Pos. |
| ---- | ------ | ------ | - | -- |  |  |  |  | - | --- | - | --- | - | - | --- |  | ----- | ---- |
| 1977 | 250    | Yamaha | 2 | NE |  |  |  |  | 6 | Rit | 8 | Rit | 6 | 8 | Rit |  | 28    | 10º  |

| 1978 | Classe | Moto   |   |     |    |    |   |   |   |   |     |   |   |   |   |  | Punti | Pos. |
| ---- | ------ | ------ | - | --- | -- | -- | - | - | - | - | --- | - | - | - | - |  | ----- | ---- |
| 1978 | 250    | Yamaha | 3 | Rit | NE | 21 | 5 | 8 | 4 | 3 | Rit | 8 | 9 | 4 | 6 |  | 55    | 3º   |

| 1979 | Classe | Moto   |     |    |    |   |   |   |   |   |   |   |   |   |   |  | Punti | Pos. |
| ---- | ------ | ------ | --- | -- | -- | - | - | - | - | - | - | - | - | - | - |  | ----- | ---- |
| 1979 | 250    | Yamaha | Rit | NE | 16 | 6 | 6 | 3 | 6 | - | 3 | 3 | 8 | 6 | 3 |  | 63    | 5º   |

| 1980 | Classe | Moto          |  |  |  |  |  |   |   |  |  |  |  |  |  |  | Punti | Pos. |
| ---- | ------ | ------------- |  |  |  |  |  | - | - |  |  |  |  |  |  |  | ----- | ---- |
| 1980 | 250    | Bimota-Yamaha |  |  |  |  |  | 3 | 5 |  |  |  |  |  |  |  | 16    | 10º  |

| 1981 | Classe | Moto          |   |    |     |   |   |   |    |   |    |   |    |   |     |     | Punti | Pos. |
| ---- | ------ | ------------- | - | -- | --- | - | - | - | -- | - | -- | - | -- | - | --- | --- | ----- | ---- |
| 1981 | 250    | Bimota-Yamaha | 3 | NE | Rit | 5 | 7 | 6 | NE | 3 | 12 | 8 | 20 | 6 | Rit | Rit | 43    | 5º   |

| 1982 | Classe | Moto          |    |    |   |   |     |   |     |    |    |     |    |   |   |   | Punti | Pos. |
| ---- | ------ | ------------- | -- | -- | - | - | --- | - | --- | -- | -- | --- | -- | - | - | - | ----- | ---- |
| 1982 | 250    | Bimota-Bartol | NE | NE | - | - | Rit | 5 | Rit | 14 | 12 | Rit | 16 | 5 | 8 | 5 | 21    | 14º  |

| 1983 | Classe | Moto   |   |   |     |   |     |    |    |     |    |     |    |    |  |  | Punti | Pos. |
| ---- | ------ | ------ | - | - | --- | - | --- | -- | -- | --- | -- | --- | -- | -- |  |  | ----- | ---- |
| 1983 | 250    | Bartol | 4 | 6 | Rit | 2 | Rit | 11 | 10 | Rit | 11 | Rit | 14 | NE |  |  | 26    | 11º  |

| 1984 | Classe | Moto   |   |     |    |     |     |    |    |    |    |    |     |    |  |  | Punti | Pos. |
| ---- | ------ | ------ | - | --- | -- | --- | --- | -- | -- | -- | -- | -- | --- | -- |  |  | ----- | ---- |
| 1984 | 250    | Yamaha | 1 | Rit | 24 | Rit | Rit | 17 | 10 | 11 | 19 | 19 | Rit | 15 |  |  | 16    | 14º  |

| 1985 | Classe | Moto        |    |    |     |    |    |     |    |    |     |  |  |  |  |  | Punti | Pos. |
| ---- | ------ | ----------- | -- | -- | --- | -- | -- | --- | -- | -- | --- |  |  |  |  |  | ----- | ---- |
| 1985 | 250    | Cobas-Rotax | 15 | NQ | Rit | NQ | 23 | Rit | NQ | NQ | Rit |  |  |  |  |  | 0     |      |

| Legenda | 1º posto        | 2º posto            | 3º posto            | A punti      | Senza punti        | Grassetto – Pole position Corsivo – Giro più veloce |
| Legenda | Gara non valida | Non qual./Non part. | Ritirato/Non class. | Squalificato | '-' Dato non disp. | Grassetto – Pole position Corsivo – Giro più veloce |

### Classe 350
| 1976 | Classe | Moto   |   |  |    |     |  |     |    |    |    |     |    |   |  |  | Punti | Pos. |
| ---- | ------ | ------ | - |  | -- | --- |  | --- | -- | -- | -- | --- | -- | - |  |  | ----- | ---- |
| 1976 | 350    | Yamaha | 7 |  | NQ | Rit |  | Rit | NE | NE | 10 | Rit | 11 | - |  |  | 5     | 28º  |

| 1977 | Classe | Moto   |   |    |  |  |  |  |   |   |    |   |     |     |     |  | Punti | Pos. |
| ---- | ------ | ------ | - | -- |  |  |  |  | - | - | -- | - | --- | --- | --- |  | ----- | ---- |
| 1977 | 350    | Yamaha | 3 | AN |  |  |  |  | 7 | 3 | NE | 3 | Rit | Rit | Rit |  | 34    | 8º   |

| 1978 | Classe | Moto   |   |    |    |   |   |     |    |   |     |     |   |     |   |  | Punti | Pos. |
| ---- | ------ | ------ | - | -- | -- | - | - | --- | -- | - | --- | --- | - | --- | - |  | ----- | ---- |
| 1978 | 350    | Yamaha | 2 | NE | 11 | 6 | 7 | Rit | NE | 6 | Rit | Rit | - | Rit | 3 |  | 36    | 8º   |

| 1979 | Classe | Moto   |   |   |     |   |   |   |   |    |    |   |     |   |   |  | Punti | Pos. |
| ---- | ------ | ------ | - | - | --- | - | - | - | - | -- | -- | - | --- | - | - |  | ----- | ---- |
| 1979 | 350    | Yamaha | 3 | 6 | Rit | 3 | 4 | 4 | 2 | NE | NE | 2 | Rit | 3 | 1 |  | 90    | 2º   |

| 1980 | Classe | Moto          |     |    |     |    |   |    |    |     |  |  |  |  |  |  | Punti | Pos. |
| ---- | ------ | ------------- | --- | -- | --- | -- | - | -- | -- | --- |  |  |  |  |  |  | ----- | ---- |
| 1980 | 350    | Bimota-Yamaha | Rit | NE | Rit | NE | 2 | NE | NE | Rit |  |  |  |  |  |  | 12    | 10º  |

| 1981 | Classe | Moto          |   |   |     |   |    |    |   |   |    |    |   |    |    |     | Punti | Pos. |
| ---- | ------ | ------------- | - | - | --- | - | -- | -- | - | - | -- | -- | - | -- | -- | --- | ----- | ---- |
| 1981 | 350    | Bimota-Yamaha | 4 | 1 | Rit | 4 | NE | NE | 7 | 4 | NE | NE | 8 | NE | NE | Rit | 46    | 4º   |

| 1982 | Classe | Moto          |     |   |     |    |     |   |    |    |     |    |   |    |    |     | Punti | Pos. |
| ---- | ------ | ------------- | --- | - | --- | -- | --- | - | -- | -- | --- | -- | - | -- | -- | --- | ----- | ---- |
| 1982 | 350    | Bimota-Bartol | Rit | 3 | Rit | NE | Rit | 4 | NE | NE | Rit | NE | 8 | 17 | NE | Rit | 21    | 9º   |

| Legenda | 1º posto        | 2º posto            | 3º posto            | A punti      | Senza punti        | Grassetto – Pole position Corsivo – Giro più veloce |
| Legenda | Gara non valida | Non qual./Non part. | Ritirato/Non class. | Squalificato | '-' Dato non disp. | Grassetto – Pole position Corsivo – Giro più veloce |

### Classe 500
| 1980 | Classe | Moto   |     |     |     |    |   |     |    |  |    |  |  |  |  |  | Punti | Pos. |
| ---- | ------ | ------ | --- | --- | --- | -- | - | --- | -- |  | -- |  |  |  |  |  | ----- | ---- |
| 1980 | 500    | Yamaha | Rit | Rit | Rit | NE | 7 | Rit | 14 |  | NE |  |  |  |  |  | 4     | 17º  |

| Legenda | 1º posto        | 2º posto            | 3º posto            | A punti      | Senza punti        | Grassetto – Pole position Corsivo – Giro più veloce |
| Legenda | Gara non valida | Non qual./Non part. | Ritirato/Non class. | Squalificato | '-' Dato non disp. | Grassetto – Pole position Corsivo – Giro più veloce |